# Lichonycteris obscura
Genre
Espèce
Statut de conservation UICN

 LC  : Préoccupation mineure
Lichonycteris obscura (Thomas, 1895) est une espèce de chauves-souris d'Amérique centrale et du Sud, la seule du genre Lichonycteris.